# السيرة الذاتية التخيلية
السيرة الذاتية التخيلية هي نوع من الخيال الأدبي الذي يمزج السيرة الذاتية مع الخيال، إنه يتخيل تجارب السيرة الذاتية وغالبًا عن طريق تغييرها أو إسنادها إلى شخصيات خيالية أو إعادة ابتكارها في تجارب أخرى. ابتكر ستيفن رينولدز مفهوم السيرة الذاتية في عام ١٩٠٦، ثم قام ماكس سوندرز بالبحث فيه ووصفه بعمق في عام ٢٠١٠.

## تعريف رينولدز
وفقاً لرينولدز فإن السيرة الذاتية التخيلية هي مزيج من السيرة الذاتية والخيال والمقالة، لكي يتم اعتبار العمل بمثابة سيرة ذاتية تخيلية، يجب أن يكون "سجلًا لتجارب روحية حقيقية مبنية على سرد سيرة ذاتية موثوق به ولكنه خيالي إلى حد ما". إن فهم رينولدز للتجربة الروحية مشابه لـ "عيد الغطاس" لجيمس جويس "لحظات الوجود" لفيرجينيا وولف، لأن الحدث المحفز لا يحتاج إلى أن يكون استثنائيًا أو غير شائع ولكنه يجب أن يؤثر على الشخص بشكل كبير ويمس روحه. قال رينولدز أيضًا إن السيرة الذاتية التخيلية يتم إنشاؤها عندما لا يمكن استخدام السيرة الذاتية الرسمية أو الخيال الخالص أو المقال لتوصيل مشاعر المؤلف وعواطفه بطريقة صادقة ومرضية، وغالبًا ما يتم نشرها بشكل مجهول أو على الأقل "مع درجة معينة من عدم الكشف عن هويته". وفقًا لماكس سوندرز فقد كانت هذه المعايير مهمة بالنسبة لرينولدز باعتباره رجلًا مثليًا متخفيًا كتب مقالته بعد أحد عشر عامًا من محاكمة أوسكار وايلد. استخدم وايلد وغيره من الكتاب الشاذين في ذلك الوقت تقنيات السيرة الذاتية التخيلية للكتابة عن العلاقة الحميمة الشاذة مع إخفائها عن الرقابة وجعلها مفهومة من قبل أولئك الذين يعرفون ما الذي يبحثون عنه. قال رينولدز إن أعمال السيرة الذاتية يجب أن تكون ملهمة للآخرين وتساعدهم من خلال إظهار للقراء أنه يمكنهم اتباع أمثلة المؤلفين في التغلب على المشكلات والمصاعب. وفقًا لرينولدز فإن هذه الخاصية تمنح أعمال السيرة الذاتية تأثيرًا "أعظم في الحياة من في الأدب".

## تعريف سوندرز
يعرّف ماكس سوندرز السيرة الذاتية التخيلية بأنها نوع من أدب السيرة الذاتية التخيلية الذي تم تطويره بين سبعينات وثلاثينات القرن العشرين، وكثيرًا ما تم اكتشافه من قبل الكتاب الحداثيين. وفقًا لسوندرز فإن المصطلح الشائع الاستخدام لرواية السيرة الذاتية التخيلية غير كافٍ لوصف العلاقة الخاصة بين الحداثة والسيرة الذاتية.
إدعاء رينولدز أنه نظرًا لأن السيرة الذاتية التخيلية تدور حول "دمج الأشكال أو الدمج أو التمويه أو التنقل بين أشكال السيرة الذاتية والقصة والمذكرات والمقدمة وما إلى ذلك"، فهي نقطة التقاء بين الحقائق التي تقول إن كل الأدب التخيلي هو سيرة ذاتية وبين ذلك كل السيِّر الذاتية خيالية وبالتالي فإن كلاً من "محتوى السيرة الذاتية... تم نقله إلى شكل سردي خيالي"، يمكن تصنيف الأعمال الحداثية التي تستخدم شكل السيرة الذاتية والجمع بينها على أنها سيرة ذاتية تخيلية، وفقًا لرينولدز فإنه يوجد سمة مهمة أخرى للسيرة الذاتية التخيلية وهي أن ذات المؤلف هي" الذات التي خلقت من خلال لعب الأدوار، حيث إن كُتابها يتحولون بوعي وتعمد إلى أشكال ذاتية أخرى، وبالتالي يكشفون عن الأداء المتضمن في التحقيق لأي ذاتية ". يرفض سوندرز فكرة رينولدز بأن جميع أعمال السيرة الذاتية التخيلية يجب أن تساعد القراء وتمنحهم الأمل، خاصة وأن هذا المعيار كان متجذرًا في روح العصر في إنجلترا في مطلع القرن. يجادل سوندرز أيضًا حول إدراج نوع المقالة في السيرة الذاتية التخيلية وقال: إن السيرة الذاتية "تُقرأ مثل المقال" لأنها تتعامل مع جزء صغير فقط من حياة المؤلف بدلاً من مجملها.

## السيرة الذاتية الغريبة
توضح دراسة سوندرز للسيرة الذاتية التخيلية وجود صلة بين هذا الشكل والغرابة:
[مناقشاتي] توضح أيضًا كيف تشتمل التنكرات في السيرة الذاتية/ التخيلية على التنكرات الجنسانية مما يجعلها أسلوبًا جذابًا للكتاب
الراغبين في إضفاء طابع غريب على صورتهم. يبدو أن السيرة الذاتية التخيلية والإثارة الجنسية الشاذة متطابقتان (لأسباب واضحة،

عندما تكتب سيرة ذاتية جنسية صريحة قد يؤدي ذلك إلى دخول الشخص السجن).
— ماكس سوندرز، الانطباع الذاتي: كتابة الحياة والسيرة الذاتية التخيلية وأشكال الأدب الحديث [الصفحة مطلوبة]
في عملها الصادر عام ٢٠٠٧ بعنوان "تشكيل السيرة الذاتية للمثليين في القرن العشرين"، كتبت جورجيا جونستون عن نوع خاص من "السيرة الذاتية الحداثية كنقد للخطابات الجنسية السائدة" و"التلاعب بنوع السيرة الذاتية" ، الذي يشبه كتاب سوندرز، إن مفهوم "اللعب بالسيرة الذاتية". تقوم جونسون بتحليل المذكرات والرسائل والسير الذاتية الرسمية للكتاب الحداثيين المثليين ولكنها تشير أيضًا إلى الأعمال الخيالية، قال جونسون إن "السيرة الذاتية الغريبة" كنوع فرعي من السيرة الذاتية يمكن تطبيقها أيضًا على السيرة الذاتية الغريبة كنوع فرعي من السيرة الذاتية؛ هنالك العديد من العوامل التي حللها جونسون والتي تؤثر على السيّرالذاتية من شأنها أن تؤثر أيضًا على أنواع السيّرالذاتية الأخرى، بما في ذلك السيرة الذاتية التخيلية.

## أنظر أيضا[1]
السيرة الذاتية في الأدب
روايات السيرة الذاتية